# Filip Jícha
Filip Jícha (Pilsen, República Tcheca, 19 de abril de 1982) é um jogador profissional de handebol que joga de lateral esquerdo no Futbol Club Barcelona (handebol masculino) e na seleção checa.
No ano de 2010, ele foi eleito o Melhor jogador de handebol do mundo.

## Equipos
- Slavia Pilsen (1995-2000)
- Dukla Praga (2000-2003)
- St. Otmar St. Gallen (2003-2005)
- TBV Lemgo (2005-2007)
- THW Kiel (2007-2015)
- FC Barcelona (2015- Presente)

## Conquistas

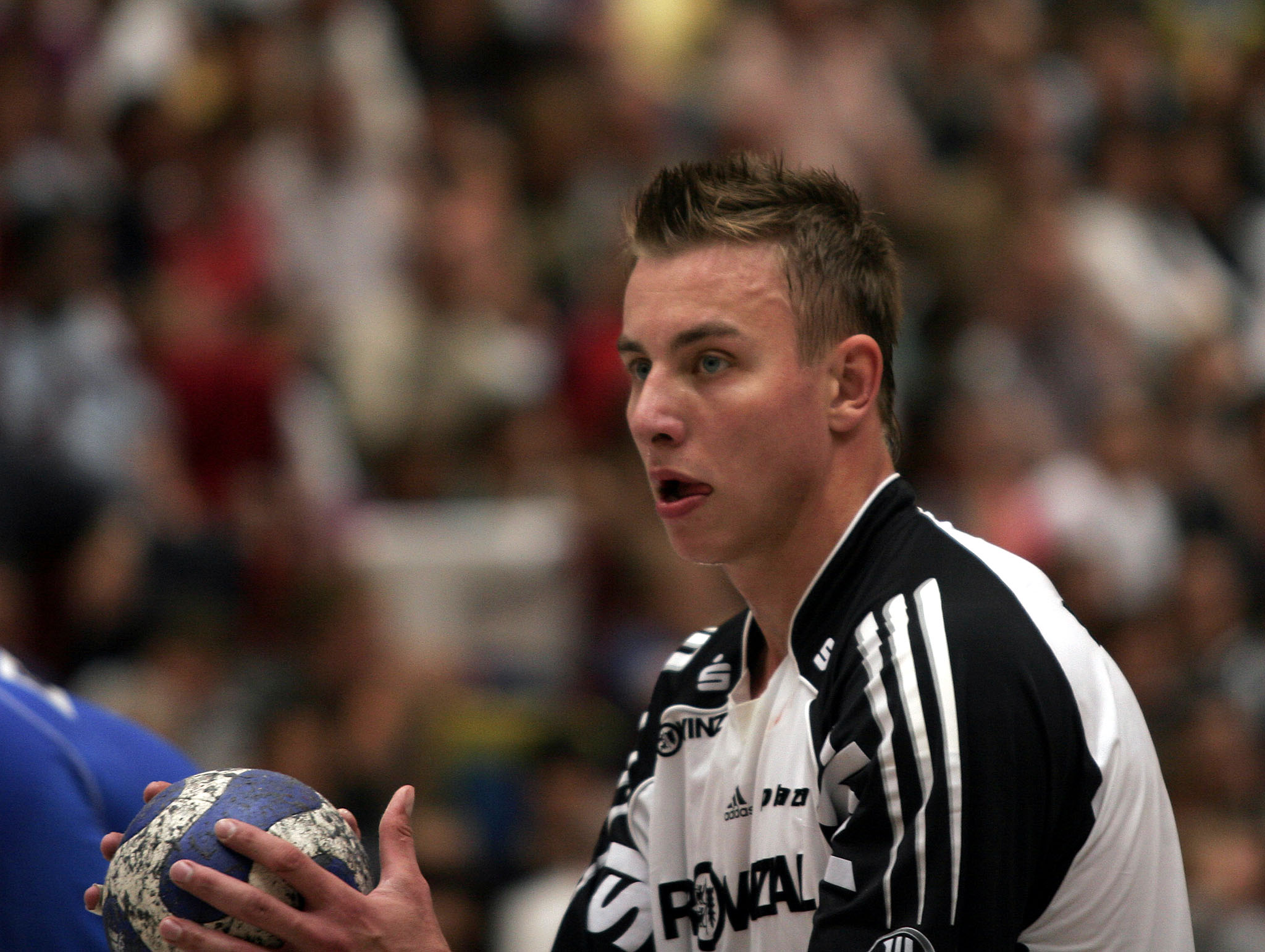
Jicha com a camisa do THW Kiel.

### Por Clubes

#### TBV Lemgo
- 2006 - Campeão da Copa EHF

#### THW Kiel
- 2007 - Campeão da Supercopa da Europa
- 2008 - Campeão da Copa da Alemanha
- 2008 - Campeão da Supercopa da Alemanha
- 2008 - Campeão Bundesliga
- 2009 - Bicampeão da Copa da Alemanha
- 2009 - Bicampeão da Supercopa da Alemanha
- 2009 - Bicampeão Bundesliga
- 2010 - Campeão Liga dos Campeões da EHF
- 2010 - Tricampeão Bundesliga

### Individuais
- 2007 - Melhor jogador Tcheco
- 2008 - Melhor jogador Tcheco
- 2009 - Melhor jogador Tcheco
- 2009 - Artilheiro da Liga dos Campeões da EHF
- 2010 - Artilheiro da Liga dos Campeões da EHF
- 2010 - Melhor Jogador da Liga dos Campeões da EHF
- 2010 - Melhor jogador da Bundesliga[2]
- 2010 - Artilheiro do Campeonato Europeu
- 2010 - Eleito para o time ideal do Campeonato Europeo
- 2010 - Melhor jogador da Campeonato Europeu
- 2010 - Melhor jogador de handebol do mundo